# Antoni Sypek
Antoni Sypek (ur. 18 lutego 1946 w Tarnowie, zm. 13 lutego 2020 tamże) – polski historyk, regionalista, nauczyciel, wychowawca, działacz społeczny, genealog, pisarz oraz gawędziarz. Autor książek, audycji. Radny miasta Tarnowa.

## Życiorys
Antoni Sypek urodził się w Tarnowie w 1946. W 1966 ukończył I Liceum Ogólnokształcące im. Brodzińskiego w Tarnowie. Absolwent Wyższej Szkoły Pedagogicznej w Krakowie na kierunku historia. W wieku 23 lat osierociła go matka. Tak wspominał swoje pochodzenie:
"Jedni dziadkowie czy pradziadkowie pochodzili z Lachów Sądeckich, spod Limanowej czy Tymbarku, inni z równin pod mieleckich. Babcia matczysta była rodowitą chyszowianką(...) Parafia Wadowice Górne, pomiędzy Radomyślem Wielkim a Mielcem, w niej wieś Wampierzów, to kolebka moich przodków. Na koniec życia coraz częściej odbywam wędrówkę myślami czy fizycznie do tej nieznanej mi wcześniej wsi na równinach Powiśla. Coraz częściej myślę o Sypkach, którzy w Wampierzowie siedzą już co najmniej 300 lat. Wracam więc myślami i fizycznie do mojej wsi rodzinnej, z której dziadek Józef, sierota bez ojca i matki, po wielkiej tragedii rodzinnej, osiadł przed Wielką Wojną w Tarnowie i dał początek tarnowskiej linii Sypków."
Współpracował z czasopismami m.in.: "Polska Gazeta Krakowska", "Echo Tarnowa", "Temi: galicyjski tygodnik informacyjny", dodatkiem krakowskim "Gazety Wyborczej".
Współautor audioprzewodnika po powiecie tarnowskim oraz audycji „Uwaga, człowiek” realizowanych przez Tarnowską Artystyczną Konfraternię. Miał wiedzę i radiowy głos, dlatego bywał gościem w Radiu Kraków, Radiu Maks i Radiu RDN Małopolska.
Był bratem zmarłego w 2018 nauczyciela fizyki Tadeusza Sypka.
Antoni Sypek zmarł 13 lutego 2020 roku, w wieku 74 lat. Uroczystości pogrzebowe odbyły się 18 lutego 2020 roku na Starym Cmentarzu w Tarnowie. 

## Działalność społeczna
Założyciel i prezes Komitetu Opieki nad Starym Cmentarzem w Tarnowie, organizator dorocznych kwest na rzecz ratowania zabytkowych nagrobków na tej nekropolii. 
Współzałożyciel Tarnowskiego Towarzystwa Kulturalnego. Współautor "Rocznika Tarnowskiego".
Przez dwie kadencje zasiadał w Radzie Miasta Tarnowa, pełnił m.in. funkcję przewodniczącego Komisji Kultury i Sportu. Działał również w Radzie Kultury przy prezydencie miasta.
Wraz z Andrzejem B. Krupińskim przewodnik po mieście w ramach tzw. "Spacerków historycznych" organizowanych przez Tarnowskie Regionalne Centrum Koordynacji i Obsługi Turystyki oraz Tarnowskie Centrum Kultury.
Odznaczony został "Ryngrafem Niepodległości" (2016).

## Publikacje książkowe (wybór)
Na podstawie źródła:
- Karol Kaczkowski (1990)
- Dzieje Bursy św. Kazimierza w Tarnowie (1991)
- Przewodnik po Starym Cmentarzu cz. I (1991)
- Jakub Bojko z Gręboszowa (1993)
- Żywot św. Kingi (1994) (współredaktor książki)
- Szkoła Męska im. Mikołaja Kopernika w Tarnowie 1784-1966 (1994)
- Szkoła Żeńska im. J. Słowackiego na Grabówce (nie opublikowana)
- Przewodnik po Starym Cmentarzu cz. II (1994) ISBN 83-90152940
- 60 lat Zakładu Energetycznego Tarnów : 1937-1997 : zarys monograficzny energetyki tarnowskiej (1997) ISBN 83-90792001
- III Liceum Ogólnokształcące im. Adama Mickiewicza w Tarnowie 1897-1997 (1997)
- Najstarsza i najbogatsza córa Tarnowa : Od Kasy Oszczędności Miasta Tarnowa do Banku Przemysłowo-Handlowego S.A. : 1861-1996 (1998) ISBN 83-85988-22-X
- Przewodnik po Starym Cmentarzu cz. III (2000)
- I Liceum Ogólnokształcące im. Kazimierza Brodzińskiego w Tarnowie 1945-1966 (2001) ISBN 83-87785113
- Szkoła Podstawowa im. K. Hoffmanowej w Tarnowie 1853-2003 (2003) ISBN 83-91985105
- Mój Tarnów (2005, II wyd. rozszerzone 2007, III wyd. uzupełnione i poprawione 2017[17]) ISBN 83-87183970
- Dzieje starego szpitala w Tarnowie 1998-2008 (2008) (współautor) ISBN 978-83-87785628
- 140 lat Towarzystwa Lekarskiego w Tarnowie: zarys historii 1870-2010 (2011)[7]
- Kawiarnia Tatrzańska. Życie towarzyskie Tarnowa XIX-XX w. (2012) ISBN 978-83-93554300
- Tarnów cegłą murowany. Monografia cegielni tarnowskich 1330-2015 (2015)[18] ISBN 978-83-94371302
- Dzieje Koła Łowieckiego “Darz Bór” w Tarnowie (2018)[16] ISBN 978-83-94905705

## Filmografia
- 2014 – Film dokumentalno-fabularyzowany Ks. Roman Sitko. Bohater z wiary[19] (reż. Dawid Szpara[20])
- 2018 – Film dokumentalno-fabularyzowany Stefania Łącka. Anioł w pasiaku (reż. Dawid Szpara)[21]
- 2019 – Film Skrzypek (reż. Łukasz Olszówka)[22]

## Upamiętnienie
Na wniosek Stanisława Siekierskiego (przyjaciela historyka) i mieszkańców miasta Rada Miejska w Tarnowie nadała nazwę nieruchomości przylegającej do Starego Cmentarza. Od 23.04.2020 część ul. Narutowicza na wschód od Wątoku i przylegająca do Starego Cmentarza, nosi nazwę Skweru Antoniego Sypka.